# Haiti ved sommer-OL 1928
Haiti deltager i Sommer-OL 1928. 2 sportsudøvere fra Haiti, begge mænd, deltog i atletik under Sommer-OL 1928 i Amsterdam. Haiti kom på en delt 30. plads med en sølvmedalje.

## Medaljer
| 1928  | Guld | Sølv | Bronze | Total |
| Haiti | 0    | 1    | 0      | 1     |

### Medaljevindere
| Haiti under OL 1928 i Amsterdam | Haiti under OL 1928 i Amsterdam | Haiti under OL 1928 i Amsterdam | Haiti under OL 1928 i Amsterdam | Haiti under OL 1928 i Amsterdam |
| Medaljer                        | Udøver                          | Sport                           | Øvelse                          | Resultat                        |
| ------------------------------- | ------------------------------- | ------------------------------- | ------------------------------- | ------------------------------- |
| Sølv                            | Silvio Cator                    | Atletik                         | Længdespring                    | 7,58 meter                      |